# Kultschyzi
Kultschyzi (ukrainisch Кульчиці; russisch Кульчицы Kultschizy, polnisch Kulczyce) ist ein Dorf in der ukrainischen Oblast Lwiw mit etwa 1500 Einwohnern (2021).

## Geschichte

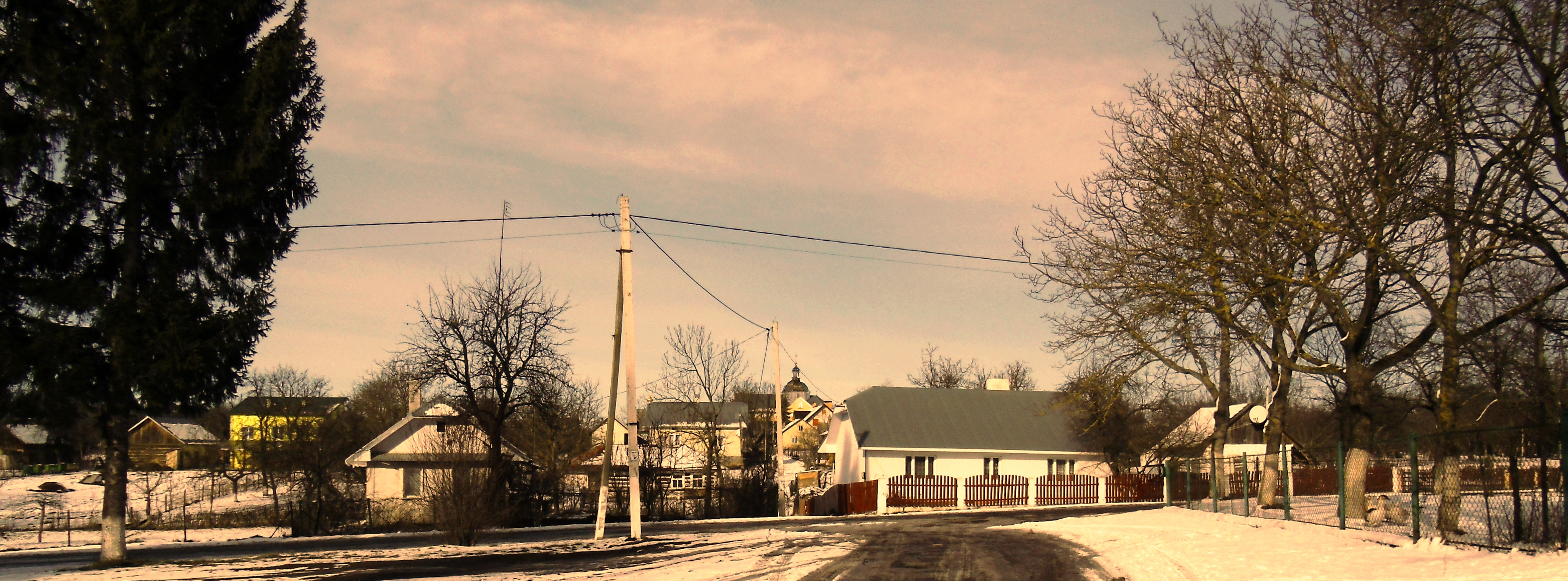
Blick ins winterliche Kultschyzi

Das erstmals 1241 schriftlich erwähnte Dorf, eine weitere Quelle nennt das Jahr 1284, war die einzige Ortschaft der gleichnamigen Landratsgemeinde im Zentrum des Rajon Sambir.
Am 12. Juni 2020 wurde die Landratsgemeinde aufgelöst und der Landgemeinde Raliwka unterstellt.
Die Ortschaft liegt auf einer Höhe von 307 m am rechten Ufer des Dnister, 8 km östlich vom Rajonzentrum Sambir und etwa 80 km südwestlich vom Oblastzentrum Lwiw.
Durch das Dorf verläuft die Bahnstrecke Stryj–Starjawa und südlich vom Dorf die Territorialstraße T–14–18.

## Söhne und Töchter der Ortschaft
- Georg Franz Kolschitzky (1640–1694), Held der Verteidigung von Wien 1683
- Petro Konaschewytsch-Sahaidatschnyj (1570–1622), Hetman der Saporoger Kosaken
- Marko Schmajlo (Марко Жмайло; 1605–?), Hetman der registrierten Kosaken und Führer des Aufstandes von 1625
- Pawlo But (Павло Бут; † 1638), Hetman der Saporoger Kosaken und Führer des Aufstands von 1637